# Andrea Marrazzi
Andrea Marrazzi (Livorno, 1887. október 2. – Livorno, 1972. október 18.) olimpiai bajnok olasz párbajtőrvívó, sportvezető, 1944 és 1946 között az Olasz Vívószövetség elnökségi tagja.